# Gesellschaftlich notwendige Arbeit
Die gesellschaftlich notwendige Arbeit ist in der marxistischen politischen Ökonomie die in einer Ware enthaltene Menge der zu ihrer Herstellung verausgabten abstrakten Arbeit gemessen in Zeiteinheiten. Sie ist von Karl Marx als eine Durchschnittsgröße definiert worden. Die gesellschaftlich notwendige Arbeitszeit bestimmt demnach den Wert einer Ware, und dieser wird auf einem Markt durch den Tauschwert und den Preis ausgedrückt.
Die gesellschaftlich notwendige Arbeit ist von der notwendigen Arbeit zu unterscheiden, die einen Teil des Arbeitstages darstellt.

## Gesellschaftlich notwendige Arbeit bei Marx
Die Quantität der Arbeit wird anhand der Zeitdauer gemessen. Um als „notwendig“ zu gelten, müssen gewisse Voraussetzungen erfüllt sein. Ganz elementar ist die Voraussetzung, dass es sich überhaupt um Arbeit handelt, das heißt, um eine bewusste und zielgerichtete Tätigkeit von Menschen zur Herstellung eines bestimmten Gebrauchswerts. Des Weiteren kommt es darauf an, dass die Arbeitsbedingungen – diese im weitesten Sinne aufgefasst, sodass Technologien, Arbeitsmittel, Arbeitsgegenstände und sowohl Organisation als auch soziale Einbettung des Arbeitsprozesses dazugehören – dem jeweiligen Entwicklungsstand der Gesellschaft entsprechen und nicht etwa überholt sind. All diese qualitativen Einschränkungen fasst Marx mit wenigen Worten zusammen: Gesellschaftlich notwendige Arbeitszeit sei die Arbeitszeit, die erforderlich wäre, um einen Gebrauchswert (ein Sachgut) „mit den vorhandenen gesellschaftlich-normalen Produktionsbedingungen und dem gesellschaftlichen Durchschnittsgrad von Geschick und Intensität der Arbeit“ herzustellen. Wertbildend ist demnach nicht die individuell aufgewandte, sondern die durchschnittliche Arbeitszeit. „Die Arbeit jedoch, welche die Substanz der Werte bildet, ist gleiche menschliche Arbeit, Verausgabung derselben menschlichen Arbeitskraft. Die gesamte Arbeitskraft der Gesellschaft, die sich in den Werten der Warenwelt darstellt, gilt hier als eine und dieselbe menschliche Arbeitskraft, obgleich sie aus zahllosen individuellen Arbeitskräften besteht.“
Geht man von einem volkswirtschaftlichen Modell mit Ein-Produkt-Zweigen aus, in dem der Zusammenhang zwischen Arbeit und Wert modelliert wird, so ist jeder Industriezweig durch das Produkt definiert, welches jener herstellt. Da sich in den einzelnen Produktionsstätten eines Zweiges die Produktionsbedingungen zwar nicht prinzipiell, aber in vielen Details unterscheiden, und da auch das Geschick und die Intensität der Arbeit je nach den Gegebenheiten verschieden sind, zählt nicht die in einer einzelnen Produktionsstätte aufgewendete, tatsächliche Arbeitszeit als wertbildend, sondern die im ganzen Zweig im Durchschnitt aufgewandte Arbeitszeit. Für ganze Branchen kann man annehmen, dass sie tendenziell jene einschränkenden Bedingungen erfüllen, sodass die den einzelnen Produzenten unbekannte, insgesamt in einem Zweig aufgewandte Arbeitszeit der  gesellschaftlich notwendige Arbeitszeit unter quantitativem Aspekt entspricht.

## Arbeitswert und Preis
Im Rahmen der Marxschen Arbeitswerttheorie wird zwischen Wert und Preis einer Ware unterschieden. Während der Wert die Produktionsverhältnisse ausdrückt, bildet sich der Preis auf der Grundlage des Wertes und des Verhältnisses von Angebot und Nachfrage auf dem Markt heraus. Den Prozess der Preisbildung erläutert Marx im Kapital anhand eines Beispiels. „Gesetzt ..., jedes auf dem Markt vorhandne Stück Leinwand enthalte nur gesellschaftlich notwendige Arbeitszeit. Trotzdem kann die Gesamtsumme dieser Stücke überflüssig verausgabte Arbeitszeit enthalten. Vermag der Marktmagen das Gesamtquantum Leinwand, zum Normalpreis von 2 Sh. per Elle, nicht zu absorbieren, so beweist das, dass ein zu großer Teil der gesellschaftlichen Gesamtarbeitszeit in der Form der Leinweberei verausgabt wurde. Die Wirkung ist dieselbe, als hätte jeder einzelne Leinweber mehr als die gesellschaftlich notwendige Arbeitszeit auf sein individuelles Produkt verwandt. Hier heißt’s: Mitgefangen, mitgehangen. Alle Leinwand auf dem Markt gilt nur als ein Handelsartikel, jedes Stück nur als aliquoter Teil.“ Das Resultat ist eine Reduktion des Preises, so dass er unter den wertadäquaten Preis fällt.
Im Band 3 des Kapital (MEW 25) wird eine weiter entwickelte Theorie der Preisbildung dargestellt, die berücksichtigt, dass der Kapitaleinsatz sehr unterschiedlich sein kann. Die Folge ist, dass zwei Unternehmen, die die gleiche Masse an Mehrwert produzieren, ganz unterschiedliche Profitraten haben können. Marx nimmt an, dass sich die Profitraten in einer Volkswirtschaft tendenziell ausgleichen. Dabei bildet sich ein Preis heraus, den Marx Produktionspreis nennt. Der Übergang von einem Preis, der die Werte ausdrückt, zum Produktionspreis ist Gegenstand des sogenannten Transformationsproblems.
Die moderne ökonomische Theorie kennt den Begriff der gesellschaftlich notwendigen Arbeit nicht, da der Einsatz von Arbeit in gewissen Grenzen durch den Einsatz von Kapital substituiert werden kann. In welchem Maße das geschieht, hängt vom Verhältnis zwischen Lohn- und Kapitalkosten ab. Bei der Bestimmung dieses Verhältnisses kommen Optimierungsmethoden zum Einsatz, die sich der Marginalanalyse bedienen bzw. der Methoden der linearen Programmierung. Dabei geht es um Kostenminimierung. Im Optimum entsprechen die Grenzkosten von Arbeit und Kapital dem Lohnsatz bzw. der Profitrate.

## Die Bestimmung der erforderlichen Arbeit in der Neoklassik
Der Arbeitsaufwand – sei es in einem einzelnen Unternehmen, in einem Industriezweig oder in einer Volkswirtschaft – wird durch die Unternehmer bestimmt, da sie es sind, die über den Einsatz der Ressourcen entscheiden. Dabei orientieren sie sich an den Kosten von Arbeit und Kapital. Bei der theoretischen Darstellung der Kostenminimierung wird im Allgemeinen unterstellt, dass die Unternehmen unter den Bedingungen der vollständigen Konkurrenz operieren. Dies besagt, dass die Preise der Produkte {\displaystyle p}, der Preis für die Arbeit, also die Lohnrate {\displaystyle w}, und die zu erzielende Profitrate {\displaystyle r} gegeben und nicht beeinflussbar sind. In der Theorie werden dabei Durchschnitte unterstellt, so dass beispielsweise {\displaystyle p} das durchschnittliche Preisniveau darstellt. Das Problem besteht unter diesen Voraussetzungen für die Unternehmer darin, die Produktionsfaktoren so zu kombinieren, dass die Kosten der Produktion minimal sind. Diese Problemstellung ist äquivalent zur Profitmaximierung. Der Profit {\displaystyle \Pi } ergibt sich nach folgender Formel:
{\displaystyle \Pi =pY-wL-rK}
Dabei ist {\displaystyle Y} das reale Produkt, {\displaystyle L} die Anzahl der Arbeiter und {\displaystyle K} das Kapital. Notwendige Bedingung für das Maximum ist, dass die partiellen Ableitungen der Profitfunktion nach {\displaystyle L} und nach {\displaystyle K} null sind:
{\displaystyle {\frac {\partial \Pi }{\partial L}}=p{\frac {\partial Y}{\partial L}}-w=0}
{\displaystyle {\frac {\partial \Pi }{\partial K}}=p{\frac {\partial K}{\partial L}}-r=0}
Aus der Optimalität ergibt sich, dass der Wert des Grenzproduktes eines jeden Faktors gleich dem Preis seiner Dienste ist. Für den Fall der Arbeit bedeutet das, dass der Kapitalist die Menge der Arbeit in Bezug auf die Produktionsmittel so justiert, dass die Lohnrate {\displaystyle w} gleich der Grenzproduktivität der Arbeit {\displaystyle \partial Y/\partial L} multipliziert mit dem Preis des Produktes {\displaystyle p} ist. Für den Einsatz von Arbeit und Kapital gilt:
{\displaystyle w=p{\frac {\partial Y}{\partial L}}}
{\displaystyle r=p{\frac {\partial Y}{\partial K}}}
Die Lohnrate wird hier Geld pro Arbeit ausgedrückt. Der Sinn dieses theoretischen Ansatzes kommt besser zum Ausdruck, wenn die Gleichung umgeformt wird:
{\displaystyle {\frac {w}{p}}={\frac {\partial L}{\partial Y}}}
Dabei ist {\displaystyle {\frac {w}{p}}} der Reallohn. Bedenkt man, dass diese Beziehung Resultat einer Optimierung ist, die der Profitmaximierung dient, so bedeutet sie, dass die Produktion so lange ausgedehnt wird, bis der Reallohn dem Grenzprodukt der Arbeit entspricht. Der Grenzproduzent hätte demnach einen Profit von null.
Der Ausdruck δL/δx findet sich in der Literatur der politischen Ökonomie das erste Mal bei William Stanley Jevons in seiner Theory of Political Economy. Er bezeichnet ihn subjektivistisch als Grenzleid (englisch marginal disutility), einer Ableitung aus dem Arbeitsleid (englisch disutility). Der Ausdruck ist aber objektiv als produktionstheoretische Größe bestimmbar. Es ist die Menge Arbeit, die im Durchschnitt notwendig ist, um eine zusätzliche Einheit des Produktes zu erstellen. Zwar meinen manche, dass dies der analytische Ausdruck für Marx’ Begriff der gesellschaftlich notwendigen Arbeit sei; doch Marx’ gesellschaftlich notwendige Arbeit ist weder von der Lohnrate, noch von der Profitrate abhängig; auch setzt dieser Begriff keine Optimierung voraus, sondern bezieht sich auf die in einem Industriezweig durchschnittlich erforderliche Arbeitszeit zur Herstellung eines Produkts.
Zwar wirkt sich die Kostenminimierung jedes einzelnen Unternehmers auf die gesellschaftlich notwendige Arbeitszeit aus, die er aber nicht kennt und deshalb auch seiner Kalkulation nicht zugrunde legen kann. In einer kapitalistischen Wirtschaft realisiert sich das Gesetz des Wertes durch das Profit maximierende Verhalten der Kapitalisten. Die Marginalanalyse ermöglicht, den Einsatz von Arbeit und Kapital zu ermitteln, ohne die Bedingungen anderer Produktionsprozesse zu kennen, zum Beispiel der Prozesse, die die Produktionsmittel geschaffen haben. In der Tat entgeht den Kapitalisten durch ihre Fokussierung auf das betriebswirtschaftliche Kalkül das, was Marx als die gesellschaftlich notwendige Arbeit für die Produktion einer Ware bezeichnet hat. Insofern trifft es zu, dass sich das Wertgesetz hinter dem Rücken der Produzenten durchsetzt.

## Notwendige Arbeit im neoricardianischen Modell
Piero Sraffas Unterscheidung zwischen Basiswaren und Nicht-Basiswaren hat zur Konsequenz, dass in einem ökonomischen System bestimmte Produktionszweige – und mit ihnen auch die zugehörigen Arbeitsleistungen – als „notwendig“ charakterisiert werden können.
Unter einer Basisware versteht man „Waren, die direkt oder indirekt für die Produktion aller (Basis- und Nicht-Basis-) Waren erforderlich sind. Nicht-Basiswaren sind hingegen solche, die nicht für die Erzeugung von Basiswaren gebraucht werden (wenn sie auch zu ihrer eigenen Produktion nötig sein können).“
„In gewissem Sinne kann man sagen, dass die Basiswaren 'notwendiger' für das System sind als die Nicht-Basiswaren.“ In welchem Sinn das richtig ist, ergibt sich aus folgender Aussage: „Ist die Produktionsmenge auch nur einer Basisware null, ist notwendigerweise gleichzeitig die Produktion aller (Basis- und Nicht-Basis-) Waren null.“
Insofern nun die Produktion einer Basisware den Einsatz von Arbeit verlangt, ist diese Arbeit notwendig.

## Sekundärliteratur
Zu Marx’ Konzept:
- Michael Berger: Karl Marx: „Das Kapital“. München 2003. S. 30 ff.
- Wolfgang Fritz Haug: Vorlesungen zur Einführung ins „Kapital“. Neufassung von 2005. Siebte Vorlesung.
- Michael Heinrich: Die Wissenschaft vom Wert. Münster 2003. Sechstes Kapitel.
- Klaus Müller: Geld. Von den Anfängen bis heute. Freiburg 2015. S. 64 ff.
- Klaus Müller: Mikroökonomie. Chemnitz 2019. S. 157 ff.; 227 ff.
- Georg Quaas: Die ökonomische Theorie von Karl Marx. Marburg 2016. S. 68 ff.
- Karl Georg Zinn: Arbeitswerttheorie. Herne/Berlin 1972. S. 16 ff.

Moderne Makroökonomik:
- Olivier Blanchard, Gerhard Illing: Makroökonomie. München 2021, S. 340 ff.
- N. Gregory Mankiw: Makroökonomik. Stuttgart 2017, S. 56–71.
- Michael D. Intriligator: Econometric Models, Techniques and Applications. Amsterdam, Oxford 1978. Chapter 8.